# Nambu Light Type 99
La Nambu Light Type 99 (ou T-99) est une mitrailleuse légère datant de la Seconde Guerre mondiale et utilisée par les Japonais.